# SK1
sK1 — редактор для роботи з векторною графікою, розповсюджується на умовах ліцензії GPL v3; за функціональністю схожий на CorelDRAW, Adobe Illustrator, Freehand та Inkscape.

## Історія
Проєкт було започатковано невеликою командою (керівник проєкту — Ігор Новиков) у 2003 році для доробки коду іншого вільного редактора векторної графіки — Skencil. Оскільки розробники Skencil припинили розробку версії 0.6.x своєї програми на базі віджетів Tk й почали розвивати нову її гілку із застосуванням бібліотек Gtk+, в усіх аспектах так і не довівши її до рівня попередньої версії, проєкт автоматично перетворився на форк Skencil. Спроба об'єднати зусилля з розробниками Skencil не увінчалася успіхом. У наш час[коли?] розробка Skencil фактично припинена, розробники програми радять користуватися sK1.
У 2007 році команда sK1 здійснила реверс-інженіринг формату CDR. Результати цієї роботи і перший варіант робочого імпортера CDR були представлені на конференції Libre Graphics Meeting 2007, що відбулася в травні 2007 року в Монреалі (Канада). Надалі, використовуючи CDR Explorer, команда розібрала структуру інших корелівських форматів. Цим досягнута найякісніша в наш час підтримка імпорту файлів у форматах CorelDRAW серед відкритого ПЗ. На конференції Libre Graphics Meeting 2019 був представлен функціонал запису у форматі CDR та CMX.

### PrintDesign
30 жовтня 2011 року на офіційному сайті з'явилось повідомлення, що розробка програми sK1 зупинена. Розробники почали все «з нуля» в проєкті під назвою PrintDesign, основною метою якого було портування на платформу MS Windows.. В 2013–2014 роках було випущено кілька alpha-версій даної программы.
Але 8 жовтня 2014 в зв'язку с військовим конфліктом в Україні та подіями що склалися, зокрема команду покинули два розробника, розробку проєктів PrintDesign і sK1 було об'єднано в одну гілку під назвою «sK1 2.0».

### sK1 2.0 (ex.PrintDesign)
Версія програми, що перебуває в активній розробці з 2014 року і є продовженням sK1 і PrintDesign.
Базується на основі бібліотеки wxWidgets під ліцензією GPL v.3 Вибір wxWidgets зумовлений планами портування програми на платформи MS Windows и macOS.

## Позиціонування
Розробку sK1 було розпочато невеликою командою українських фахівців із додрукарської підготовки, що однозначно визначило спрямування проєкту на повноцінну підтримку форматів PostScript, PDF, кольорової моделі CMYK та керування кольором; реалізація складних художньо-ілюстративних функцій не є пріоритетною для розробників. Неформально проєкт позиціонується як вільна альтернатива комерційному редактору CorelDRAW.

## Функціонал
Інструменти
- Виділення,
- Правка вузлів,
- Лупа,
- Малювання пов'язаних прямих відрізків (поліліній),
- Малювання кривих Без'є,
- Малювання еліпсів,
- Малювання многокутників,
- Введення тексту.
- Створення та правка градіентів

## Підтримка форматів
Імпорт
- CorelDRAW v7-X4 (CDR/CDT/CCX/CDRX/CMX)
- Xara Designer (XAR)
- Adobe Illustrator up to version 9 (на основі PostScript)
- Postscript (PS) and Encapsulated Postscript (EPS)
- Computer Graphics Metafile (CGM)
- Windows Metafile (WMF)
- XFIG
- Scalable Vector Graphics (SVG)
- Skencil/Sketch/sK1 (SK а також SK1, SK2)
- PLT — HPGL файли ріжучого плоттера
- CPL и XML палітри CorelDRAW
- Adobe Swatch Exchange (ASE) палітри
- Adobe Color file (ACO) палітри Adobe Photoshop
- Палітри Xara Designer (JCW)
- Палітри GIMP (GPL)
- Палітри LibreOffice (SOC)
- Палітри Scribus (XML)
- Палітри sK1 (SKP)
- Файли Adobe Photoshop (PSD)
- Файли GIMP (XCF)
- Растрові формати BMP, PNG, JPG, JPEG2000, TIFF, GIF, PCX, PPM, WEBP, XBM, XPM

Експорт
- CDR
- CMX
- AI — Adobe Illustrator 5.0 (на основі PostScript)
- PDF — Portable Document Format
- PS — PostScript
- SVG — Scalable Vector Graphics
- SK/SK1 — Skencil/Sketch/sK1
- CGM — Computer Graphics Metafile
- WMF — Windows Metafile
- PLT — HPGL файли ріжучого плоттера
- CPL и XML палітри CorelDRAW
- Adobe Swatch Exchange (ASE) палітри
- Adobe Color file (ACO) палітри Adobe Photoshop
- Палітри Xara Designer (JCW)
- Палітри GIMP (GPL)
- Палітри LibreOffice (SOC)
- Палітри Scribus (XML)
- Палітри sK1 (SKP)
- PNG - Portable Network Graphics

## Супутні проєкти
1. PaletteCollection [Архівовано 12 листопада 2019 у Wayback Machine.]. Набір палітр під ліцензією PublicDomain (вільне використання в будь-який спосіб), які є мультиплатформенними та підтримуються таким програмним забезпеченням як sK1, Inkscape, GIMP, Scribus, Karbon, Calligra, LibreOffice, CorelDRAW, Corel PhotoPaint, Adobe Illustrator, Adobe Photoshop, Adobe InDesign, Xara Designer, Xara Web Designer та інші. У sK1 2.0 цей набір палітр доступний як вебсервіс.
2. UniConvertor [Архівовано 12 листопада 2019 у Wayback Machine.]. Програма для перетворення файлів одних векторних форматів на інші. Фактично це частина sK1, переписана для самостійного використання, котра розвивається тією ж командою. UniConvertor також використовується в Inkscape для відкриття файлів CorelDRAW та Sketch/Skencil. В рамках Google Summer of Code 2008 готується підтримка UniConvertor в Scribus.
3. CDR Explorer [Архівовано 12 листопада 2019 у Wayback Machine.]. Програма для спрощення реверс-інженірингу форматів CorelDRAW.
4. LinCuttor [Архівовано 4 грудня 2020 у Wayback Machine.]. Програма для інтерактивної роботи з різальними плотерами (формат PLT).

## Нагороди
- У 2007 році проєкт посів друге місце на конкурсі вільних проєктів Trophées du Libre в категорії «Мультимедіа». Проєкт sK1 став першим вільним проєктом з ексСРСР, який вийшов у фінал цього конкурсу.
- У 2008 році проєкт зайняв третє місце в конкурсі Hackontest [Архівовано 15 квітня 2013 у Archive.is], організованим Swiss Open Systems User Groupd /ch/open [Архівовано 3 грудня 2011 у Wayback Machine.] у Цюріху (Швейцарія) и спонсованим Google.
- У 2009 році проєкт зайняв друге місце в конкурсі «Найкращий вільний проєкт Росії 2009» серед групових проєктів, що проводився журналом Linux Format.
- У 2009 році проєкт зайняв перше місце на конкурсі вільних проєктів Trophées du Libre в категорії «Мультимедіа». Проєкт став єдиним, двічі номінованим на цьому конкурсі.

## Версії sK1
| Версії                                                                                                 | Дата              | ОС             | Примітки                                                                                                   |
| --- | ----------------- | -------------- | --- |
| 0.9.0                                                                                                  | 9 травня 2009     | Linux          | Перший публічний реліз                                                                                     |
| 0.9.1                                                                                                  | 10 листопада 2010 | Linux          | Реліз "Made in Brazil"                                                                                     |
| 0.9.2                                                                                                  | 5 грудня 2014     | Linux          | Реліз з бекпортами з гілки 2.0                                                                             |
| 0.9.3                                                                                                  | 19 лютого 2015    | Linux          | Багфікс реліз                                                                                              |
| 2.0RC1                                                                                                 | 6 травня 2016     | Linux, Windows | Перший публічний реліз гілки 2.0 на основі wxWidgets                                                       |
| 2.0RC2                                                                                                 | 20 жовтня 2016    | Linux, Windows | Завершений редактор, но ще немає фільтрів імпорту/експорту                                                 |
| 2.0RC3                                                                                                 | 13 квітня 2018    | Linux, Windows | Імпорт растрової графіки (більше 100 форматів), імпорт GPL, SOC, JCW, CPL, ASE, XML палітр, SVG, PDF, WMF. |
| 2.0RC4                                                                                                 | 27 травня 2019    | Linux, Windows | Імпорт CGM, FIG, CDR(CDRX), CMX, CCX, SVGZ. Експорт CGM, CMX, CDR.                                         |
| 2.0RC5                                                                                                 | ---               | Linux, Windows | У розробці                                                                                                 |
| 2.0 | ---               | Linux, Windows | Майбутній фінальний реліз                                                                                  |
| Легенда:Стара версіяСтара версія, все ще підтримуєтьсяОстання версіяОстання бета-версіяМайбутній реліз |                   |                | |

## Версії UniConvertor
| Версії                                                                                                 | Дата              | ОС                      | Примітки                                                                                               |
| --- | ----------------- | ----------------------- | --- |
| 1.0.0                                                                                                  | 15 листопада 2007 | Linux                   | Перший публічний реліз                                                                                 |
| 1.1.0                                                                                                  | 21 грудня 2007    | Linux, Windows, MacOS X | Підтримка версій Win32 та MacOS X                                                                      |
| 1.1.1                                                                                                  | 1 лютого 2008     | Linux, Windows          | Імпорт файлів CorelDRAW X4                                                                             |
| 1.1.2                                                                                                  | 24 березня 2008   | Linux, Windows          | Багфікс реліз                                                                                          |
| 1.1.3                                                                                                  | 25 липня 2008     | Linux, Windows          | Імпорт/експорт PDF и PostScript                                                                        |
| 1.1.4                                                                                                  | 5 червня 2009     | Linux, Windows          | Імпорт/експорт PLT                                                                                     |
| 1.1.5                                                                                                  | 26 червня 2010    | Linux, Windows          | Імпорт DXF, DST, PES, EXP, PCS. MSI установник. GUI фронтенд.                                          |
| 1.1.6                                                                                                  | 25 лютого 2014    | Linux, Windows          | Багфікс реліз                                                                                          |
| 2.0RC4                                                                                                 | 27 травня 2019    | Linux, Windows          | Перший публічний реліз гілки 2.0; експорт CDR та CMX, імпорт/експорт GPL, SOC, ASE, CPL, JCW, ACO, SKP |
| 2.0RC5                                                                                                 | ---               | Linux, Windows, macOS   | У розробці                                                                                             |
| 2.0 | ---               | Linux, Windows, macOS   | Майбутній фінальний реліз                                                                              |
| Легенда:Стара версіяСтара версія, все ще підтримуєтьсяОстання версіяОстання бета-версіяМайбутній реліз |                   |                         | |